# Walter d'Aquitània
Walter d'Aquitània és un rei llegendari dels visigots. Apareix en diversos poemes èpics i altres obres literàries de l'edat mitjana. El més rellevant d'aquests és el Waltharius, un poema èpic escrit en llatí per un monjo del segle x, on Walter lluita contra Gondicari, el rei dels burgundis.
També se'l menciona breument al Cant dels Nibelungs, una important obra literària del segle xiii.
Malgrat que no es tracta d'un rei històric, els nuclis històrics dels esdeveniments que l'envolten es troben en el segle v inspirats en la figura de Vàlia, rei dels visigots establerts a Aquitània durant el segle v, i les seves lluites contra els vàndals liderats per Gunderic.